# Selección femenina de fútbol sub-19 de Inglaterra
La selección femenina de fútbol sub-19 de Inglaterra, también conocido como Inglaterra femenino sub-19 o Inglaterra femenino sub-19(s), es un equipo de fútbol juvenil operado bajo los auspicios de The Football Association. El mejor logro del equipo hasta la fecha es ganar el Campeonato Europeo Femenino Sub-19 de la UEFA 2009.

## Participaciones

### Campeonato Europeo Femenino Sub-19 de la UEFA
| Año   | Resultado      | PJ             | PG             | PE             | PP             | GF             | GC             |
| ----- | -------------- | -------------- | -------------- | -------------- | -------------- | -------------- | -------------- |
| 2002  | Semifinales    | 4              | 1              | 0              | 3              | 7              | 8              |
| 2003  | Semifinales    | 4              | 2              | 0              | 2              | 5              | 10             |
| 2004  | No clasificó   | No clasificó   | No clasificó   | No clasificó   | No clasificó   | No clasificó   | No clasificó   |
| 2005  | Fase de grupos | 3              | 1              | 1              | 1              | 5              | 4              |
| 2006  | No clasificó   | No clasificó   | No clasificó   | No clasificó   | No clasificó   | No clasificó   | No clasificó   |
| 2007  | Subcampeones   | 5              | 3              | 1              | 1              | 8              | 4              |
| 2008  | Fase de grupos | 3              | 1              | 1              | 1              | 4              | 4              |
| 2009  | Ganadores      | 5              | 4              | 1              | 0              | 12             | 0              |
| 2010  | Subcampeones   | 5              | 2              | 1              | 2              | 7              | 6              |
| 2011  | No clasificó   | No clasificó   | No clasificó   | No clasificó   | No clasificó   | No clasificó   | No clasificó   |
| 2012  | Fase de grupos | 3              | 0              | 1              | 2              | 0              | 5              |
| 2013  | Subcampeones   | 5              | 3              | 1              | 1              | 10             | 2              |
| 2014  | Fase de grupos | 3              | 0              | 0              | 3              | 1              | 6              |
| 2015  | Fase de grupos | 3              | 0              | 1              | 2              | 2              | 5              |
| 2016  | No clasificó   | No clasificó   | No clasificó   | No clasificó   | No clasificó   | No clasificó   | No clasificó   |
| 2017  | Fase de grupos | 3              | 1              | 0              | 2              | 2              | 4              |
| 2018  | No clasificó   | No clasificó   | No clasificó   | No clasificó   | No clasificó   | No clasificó   | No clasificó   |
| 2019  | Fase de grupos | 3              | 1              | 0              | 2              | 2              | 3              |
| 2020  | Cancelado      | Cancelado      | Cancelado      | Cancelado      | Cancelado      | Cancelado      | Cancelado      |
| 2021  | Cancelado      | Cancelado      | Cancelado      | Cancelado      | Cancelado      | Cancelado      | Cancelado      |
| 2022  | Fase de grupos | 3              | 1              | 0              | 2              | 4              | 5              |
| 2023  | No clasificó   | No clasificó   | No clasificó   | No clasificó   | No clasificó   | No clasificó   | No clasificó   |
| 2024  | Por disputarse | Por disputarse | Por disputarse | Por disputarse | Por disputarse | Por disputarse | Por disputarse |
| 2025  | Por disputarse | Por disputarse | Por disputarse | Por disputarse | Por disputarse | Por disputarse | Por disputarse |
| Total | 14/20          | 52             | 20             | 8              | 24             | 69             | 66             |

## Jugadoras

### Equipo actual
Los siguientes 24 jugadores fueron convocados para el equipo de Inglaterra para el Torneo de La Manga en marzo de 2020.
Entrenador: Emma Coates
| No. | Pos.           | Nombre            | Fecha de nacimiento (edad)         | Pdos. | Goles | Club                    |
|     | Portero        | Emily Orman       | 5 de noviembre de 2002 (18 años)   |       |       | Chelsea                 |
|     | Portero        | Fran Stenson      | 27 de abril de 2001 (19 años)      |       |       | Arsenal                 |
|     | Defensa        | Naomi Hartley     | 12 de enero de 2001 (20 años)      | 7     | 0     | Sheffield United        |
|     | Defensa        | Jodie Hutton      | 11 de febrero de 2002 (19 años)    |       |       | Aston Villa             |
|     | Defensa        | Maya Le Tissier   | 18 de abril de 2002 (18 años)      |       |       | Brighton & Hove Albion  |
|     | Defensa        | Ella Morris       | 23 de septiembre de 2002 (18 años) |       |       | Southampton             |
|     | Defensa        | Abbie Roberts     | 7 de junio de 2001 (19 años)       | 3     | 0     | Rutgers Scarlet Knights |
|     | Defensa        | Beth Roberts      | 21 de abril de 2001 (19 años)      | 5     | 0     | Stoke City              |
|     | Defensa        | Lucy Roberts      | 11 de mayo de 2001 (19 años)       | 4     | 1     | South Florida Bulls     |
|     | Defensa        | Kiera Skeels      | 20 de enero de 2001 (20 años)      | 5     | 0     | Reading                 |
|     | Centrocampista | Katie Bradley     | 25 de diciembre de 2001 (19 años)  | 3     | 1     | Manchester City         |
|     | Centrocampista | Aimee Everett     | 2 de agosto de 2001 (19 años)      | 3     | 0     | Leicester City          |
|     | Centrocampista | Melisa Filis      | 30 de julio de 2002 (18 años)      |       |       | Arsenal                 |
|     | Centrocampista | Ruby Grant        | 15 de abril de 2002 (18 años)      |       |       | West Ham                |
|     | Centrocampista | Missy Bo Kearns   | 14 de abril de 2001 (19 años)      | 4     | 0     | Liverpool               |
|     | Centrocampista | Ava Kuyken        | 15 de junio de 2001 (19 años)      | 3     | 0     | Florida Gators          |
|     | Centrocampista | Holly Manders     | 28 de abril de 2001 (19 años)      | 5     | 2     | Durham                  |
|     | Centrocampista | Molly Pike        | 22 de enero de 2001 (20 años)      | 7     | 1     | Everton                 |
|     | Delantero      | Emma Bissell      | 21 de diciembre de 2001 (19 años)  |       |       | Bristol City            |
|     | Delantero      | Annabel Blanchard | 5 de julio de 2001 (19 años)       | 4     | 2     | Leicester City          |
|     | Delantero      | Simran Jhamat     | 22 de enero de 2001 (20 años)      | 4     | 0     |                         |
|     | Delantero      | Jess Park         | 21 de octubre de 2001 (19 años)    | 13    | 12    | Manchester City         |
|     | Delantero      | Ebony Salmon      | 27 de enero de 2001 (20 años)      | 12    | 8     | Bristol City            |
|     | Delantero      | Libby Smith       | 11 de marzo de 2001 (20 años)      | 2     | 0     | Leicester City          |

### Llamados recientes
Los siguientes jugadores también han sido convocados para la selección de Inglaterra en los últimos doce meses.
Esta lista puede estar incompleta.
| Pos.           | Nombre             | Fecha de nacimiento (edad)        | Pdos. | Goles | Club              | Última convocatoria                                                                       |
| Portero        | Rose Kite          | 29 de enero de 2001 (20 años)     |       |       | Southampton Women | Clasificación para el Campeonato Europeo Femenino Sub-19 de la UEFA 2019; octubre de 2019 |
| Portero        | Hannah Hampton     | 16 de noviembre de 2000 (20 años) | 10    | 0     | Birmingham City   | Campeonato Europeo Femenino Sub-19 de la UEFA 2019                                        |
| Portero        | Emily Ramsey       | 16 de noviembre de 2000 (20 años) | 16    | 0     | Manchester United | Campeonato Europeo Femenino Sub-19 de la UEFA 2019                                        |
| Defensa        | Asmita Ale         | 3 de noviembre de 2001 (19 años)  | 4     | 0     | Aston Villa       | Clasificación para el Campeonato Europeo Femenino Sub-19 de la UEFA 2019; octubre de 2019 |
| Centrocampista | Rebecca May        | 20 de enero de 2002 (19 años)     |       |       | Manchester United | La Manga; marzo de 2020                                                                   |
| Centrocampista | Phoebe Williams    | 23 de marzo de 2001 (20 años)     | 2     | 0     | Southampton       | Clasificación para el Campeonato Europeo Femenino Sub-19 de la UEFA 2019; octubre de 2019 |
| Delantero      | Paige Bailey-Gayle | 12 de noviembre de 2001 (19 años) |       |       | Leicester City    | La Manga; marzo de 2020                                                                   |

## Resultados y partidos recientes
Esta lista incluye resultados de partidos de los últimos 12 meses, así como cualquier partido futuro que se haya programado.

### 2019
| Torneo de Algarve; 16 de enero de 2019 | Inglaterra                   | 2-3 | Noruega                            | Vila Real de Santo António, Algarve, Portugal |  |
|                                        | Griffin 17' · Rutherford 65' |     | Hørte 21' · Fornes 43' · Olsen 53' |                                               |  |

| Torneo de Algarve; 20 de enero de 2019 | Inglaterra | 0-1 | Países Bajos          | Vila Real de Santo António, Algarve, Portugal |  |
|                                        |            |     | van de Westeringh 79' |                                               |  |

| Torneo de la Manga; 28 de febrero de 2019 | España                            | 2-1 | Inglaterra | La Manga Club, Murcia, España |  |
|                                           | Desconocido 33' · Desconocido 88' |     | Palmer 44' |                               |  |

| Torneo de La Manga; 2 de marzo de 2019 | China           | 1-5 | Inglaterra                                                      | La Manga Club, Murcia, España |  |
|                                        | Desconocido 82' |     | Park 38' · Salmon 52' · James 69' · Rutherford 75' · Hazard 87' |                               |  |

| Torneo de La Manga; 4 de marzo de 2019 | Suiza                           | 2-0 | Inglaterra | La Manga Club, Murcia, España |  |
|                                        | Desconocido ?' · Desconocido ?' |     |            |                               |  |

| Clasificación para el Campeonato Europeo Femenino Sub-19 de la UEFA 2019; 3 de abril de 2019 | Inglaterra                                                       | 7-0     | Turquía | St George's Park National Football Centre, Burton, Inglaterra |  |
|                                                                                              | Salmon 25', 39' · Fitzgerald 33', 36' · Syme 41', 70' · Hemp 81' | Reporte |         |                                                               |  |

| Clasificación para el Campeonato Europeo Femenino Sub-19 de la UEFA 2019; 3 de abril de 2019 | Inglaterra                                   | 4-0     | Suecia | St George's Park, Burton, Inglaterra |  |
|                                                                                              | Ngunga 3', 33' · Rutherford 23' · Palmer 36' | Reporte |        |                                      |  |

| Clasificación para el Campeonato Europeo Femenino Sub-19 de la UEFA 2019; 9 de abril de 2019 | Inglaterra          | 2-0     | Italia | St George's Park, Burton, Inglaterra |  |
|                                                                                              | Hamp 3' · Ngunga 9' | Reporte |        |                                      |  |

| Campeonato Europeo Femenino Sub-19 de la UEFA 2019; 16 de julio de 2019 | Inglaterra | 1-2     | Alemania                     | McDiarmid Park, Perth, Escocia |                           |
| 19:30                                                                   | Naz 90+2'  | Reporte | Kössler 12' · Krumbiegel 32' | Árbitra: Ivana Projkovska      | Árbitra: Ivana Projkovska |

| Campeonato Europeo Femenino Sub-19 de la UEFA 2019; 19 de julio de 2019 | Inglaterra | 0-1     | España      | Forthbank Stadium, Stirling, Escocia |                              |
| 16:00                                                                   |            | Reporte | Carmona 22' | Árbitra: Elvira Nurmustafina         | Árbitra: Elvira Nurmustafina |

| Campeonato Europeo Femenino Sub-19 de la UEFA 2019; 22 de julio de 2019 | Bélgica | 0-1     | Inglaterra | McDiarmid Park, Perth, Escocia |                       |
| 16:00                                                                   |         | Reporte | Salmon 26' | Árbitra: Ewa Augustyn          | Árbitra: Ewa Augustyn |

| Clasificación para el Campeonato Europeo Femenino Sub-19 de la UEFA 2020; 2 de octubre de 2019 | Inglaterra                                                                              | 8-0     | Chipre | Estadio Spartak, Maguilov, Bielorrusia |                         |
| 11:00                                                                                          | Blanchard 2' · Park 12' (pen.) · Manders 31' · Bradley 78' · Salmon 90' · Roberts 90+2' | Reporte |        | Árbitra: Kateryna Usova                | Árbitra: Kateryna Usova |

| Clasificación para el Campeonato Europeo Femenino Sub-19 de la UEFA 2020; 5 de octubre de 2019 | Inglaterra                 | 3-0     | Bielorrusia | Estadio Spartak, Maguilov, Bielorrusia |                                   |
| 17:00                                                                                          | Salmon 62', 64' · Park 90' | Reporte |             | Árbitra: Zulema González González      | Árbitra: Zulema González González |

| Clasificación para el Campeonato Europeo Femenino Sub-19 de la UEFA 2020; 8 de octubre de 2019 | Serbia | 0-6     | Inglaterra                                                    | City Stadium, Orsha, Bielorrusia  |                                   |
| 13:00                                                                                          |        | Reporte | Manders 19' · Park 57', 81', 87' · Salmon 69' · Blanchard 84' | Árbitra: Zulema González González | Árbitra: Zulema González González |

### 2020
| Torneo de la Manga; 4 de marzo de 2020 | Estados Unidos                             | 3-0     | Inglaterra | La Manga Club, Murcia, España |  |
|                                        | Crowder 29' (pen.) · Turner 31' · Cook 86' | Reporte |            |                               |  |

| Torneo de La Manga; 6 de marzo de 2020 | Inglaterra | 1-2     | Suecia                       | La Manga Club, Murcia, España |  |
|                                        | Kearns 65' | Reporte | Ijeh 35' · Smith-Ygfeldt 82' |                               |  |

| Torneo de La Manga; 8 de marzo de 2020 | Dinamarca                       | 2-1 | Inglaterra     | La Manga Club, Murcia, España |  |
|                                        | Desconocido ?' · Desconocido ?' |     | Desconocido ?' |                               |  |